# Zecchino d'Oro 1990
Il trentatreesimo Zecchino d'Oro si è svolto a Bologna dal 22 al 25 novembre 1990.

## Il programma
È stato presentato da Cino Tortorella, Maria Teresa Ruta (appuntamenti pomeridiani) e Livia Azzariti (serata finale). Ospite di questa edizione Roger Moore. La sigla era la canzone La nostra festa.
Hanno partecipato alcuni fra i cantautori più noti del panorama musicale italiano: Fabio Concato, autore di L'ocona Sgangherona, Pino Daniele, autore di Tegolino, Mario Lavezzi, autore di E nelle onde che baraonde, e Enrico Ruggeri, autore con Luigi Schiavone di La canzone dei colori. Malgrado ciò non venne eliminato il consueto concorso, come avvenne nel 1987.

## Brani in gara
- Concerto nel prato (Wiesenkonzert) ( Germania) (Testo: Nora Baldow, Testo italiano: Alessandra Valeri Manera/Musica: Manfred Roost) - Sophie Tiezel (5 anni)
- E nelle onde che baraonde (Testo: Alberto Testa/Musica: Mario Lavezzi) - Emanuele Triolo (5 anni)
- Il nostro amico Onam (Vellilam cattil) ( India) (Testo: Chunakkara Ramankutty, Testo italiano: Luciano Beretta, Dante Pieretti/Musica: MG Radhakrishnan) - Mary Shruthi Raj (7 anni)
- La canzone dei colori (Testo: Enrico Ruggeri/Musica: Luigi Schiavone) - Matteo Carraretto (5 anni), Mattia Galleani (5 anni) e Andrea Saracino (7 anni)
- La conta (Ihorere munyana) ( Ruanda) (Testo: Sandro Tuminelli/Musica: Augusto Martelli) - Valere Iradukunda (6 anni)
- L'ocona Sgangherona (Testo: Fabio Concato/Musica: Fabio Concato) - Natalia Vigorita (7 anni)
- Mother's day (Mother's day) ( Regno Unito) (Testo: Timothy Touchton, Testo italiano: Luciano Beretta, Paolo Denti/Musica: Timothy Touchton) - Iona Limond (7 anni)
- Nonno Superman (Testo: Salvatore De Pasquale/Musica: Salvatore De Pasquale) - Elena Masiero (6 anni)
- Pipistrello radar (Tancuj, tancuj, vykrúcaj) ( Cecoslovacchia) (Testo: Fernando Rossi/Musica: Augusto Martelli) - Dominika Stráňavská (5 anni)
- Tegolino (Testo: Pino Daniele/Musica: Pino Daniele) - Rosita Bini (6 anni)
- Uccellino dell'azzurro (Pajarillo, pajarillo) (Testo: Vittorio Sessa Vitali/Musica: Augusto Martelli) ( Argentina) - Juan Ignacio Emme Tramontana (6 anni)
- Un papero nero (Testo: Francesco Rinaldi/Musica: Francesco Rinaldi) - Angelo Carcangiu (6 anni), Roberta Fabiano (6 anni) e Arturo Passalacqua (5 anni)